# 蔡阿嘎
蔡阿嘎（1984年7月21日—），本名蔡緯嘉，是臺灣嘉義市出身的部落客、網絡紅人及歌手。2008年起，在部落格上傳以愛臺灣為主題的時事議題影片、搞笑影片。2017年11月，與其他四位喜愛音樂的YouTuber組成樂團「七月半」並擔任主唱。
2014年達成Facebook百萬粉絲、YouTube頻道百萬訂閱、YouTube頻道點閱人次破億等紀錄。截至2019年3月16日，頻道訂閱數超過200萬，為台灣第三個訂閱人數超過200萬的YouTube頻道。2019年6月20日，蔡阿嘎第二頻道「蔡阿嘎Life」訂閱人數破100萬，為臺灣第一位擁有兩個「百萬訂閱」頻道的YouTuber。2020年2月21日，獲中華民國教育部頒發109年（西元2020年）本土語言傑出貢獻獎。

## 經歷
出生於嘉義市，父母親於他一歲時離婚，九歲時父親車禍身亡，往後由家人照顧至長大成人。
2016年12月31日，與李佩潔（二伯）結婚。2017年11月與四名喜愛音樂的YouTuber成立樂團「七月半」。2018年7月21日，長子蔡桃貴（乳名）出生。2020年，次子蔡波能（乳名）出生。
- 2009年專技高考社會工作師考試及格。2011年－2015年擔任東吳大學社會工作學系第六、七屆系友會會長。2011年－2012年為中國國民黨的官方智庫國家政策研究基金會研究助理。[10]
- 2010年開始，陸續出席座談會、演講。[11][12][13][14]2013年成立個人媒體工作室大頭佛娛樂有限公司。
- 2013年10月10日，於天母球場為中華職棒兄弟象主場擔任開球嘉賓。[15][16]
- 2018年7月6日－15日舉辦「蔡阿嘎10週年夏日感謝祭 回饋鄉親週年限定展」。[17][18][19]
- 2019年3月，蔡阿嘎於中華民國總統府接受時任總統蔡英文女士授旗，同年9月7日代表台灣在美國職棒大聯盟「國家聯盟紐約大都會隊台灣日」開球[20][21][22][23][19]。
- 2020年3月3日，蔡阿嘎騎機車載孕妻停等紅燈時，無端遭到身著黑衣之男子持鈍器毆打，造成蔡阿嘎右手肘及膝蓋挫傷，孕妻腰腹受傷，並出現宮縮、腹痛等其他不適症狀，兩人送醫治療後均無大礙[24][25]。3月5日，警方於新北市林口區逮捕2位嫌犯[26]。
- 2022年7月21日，成立社會福利協會。[27]
- 2022年7月23日，成立第六頻道【蔡阿嘎543】，10天達10萬訂閱，同時【蔡阿嘎543】Podcast節目一上架，即登上Apple podcast、Spotify等平台的熱門排行榜第一名。
- 2023年12月1日，成立第七頻道【大頭佛工作室】，以員工為主角，截至2024年8月為止，訂閱人數已達20萬。

### 起因
大學畢業後，為了與大學同學聯繫感情，開始拍片上傳至YouTube頻道。

### 國際賽愛國影片
2008年八搶三奧運資格賽，加拿大與中華隊比賽過後，上傳燒Roots衣服影片，表示抵制加拿大製產品，之後也因為楊淑君黑襪事件而上傳影片抵制韓國貨，原為個人宣洩情緒之影片，經由網路在球迷間流傳開來。2009年後，未再因棒球國際賽事拍攝抵制影片，拍攝主題轉而聚焦臺灣社會時事、遊記、臺語教學、搞笑等議題。

### 食尚玩嘎系列
自2011年2月開始，陸續拍攝臺灣各縣市旅遊景點、小吃等旅遊短片。

### 社會議題系列
以一般市民的角度陸續拍攝諸多社會時事影片，如「整個城市。都是蔡阿嘎的靠杯館」系列影片，探討男女交往、青年就業、工作薪資、物價上漲、政客貪汙等議題。 另外如「10秒影展」，MV翻拍等影片中也有時事議題的討論。

### 臺語教學系列
大學在臺北求學期間，發現多數北部年輕人都講國語，會講臺語的人少之又少，因此興起拍攝臺語教學影片的念頭，2011年起在其個人YouTube頻道，製作十集「每日一臺詞-臺語教學」影片，以及十集「嘎名人，學臺語」系列影片。「嘎名人，學臺語」單元中，邀請各界人士一起學習說台語。
2013年9月15日起，再度推出「嘎名人，落臺語」全新單元。
2017年7月24日開始，推出全新台語單元「嘎名人。尬臺語」系列。
2020年獲得教育部頒發本土語言傑出貢獻獎。

### Google愛台玩系列
參與Google臺灣新系列節目「Google愛台玩」。

### 爭議事件
2023年6月2日，因上傳「日本5家超難吃的連鎖地雷店」，影片內容數度以「爆幹難吃」、「直接罵沒關係啊，這邊的人聽不懂」等嘲諷言語在影片中表現出對這5家店的不滿，此外先入為主的批評、佔據公眾通道、多人共食一份餐點、店內喧嘩，也被批評不尊重店家及店內用餐顧客，雖然蔡阿嘎事後已將該影片下架，並且發布中日文道歉聲明。惟此次事件已被日本富士電視台報導。

### 其他
其他尚有「10秒影展」、公益活動、破除網路流言等等系列影片，另外，也以時下流行之電影、動畫、MV等作為影片拍攝主題。2013年10月18日，其拍攝的半澤直樹影片傳回日本，吸引拍攝此部連續劇的日本TBS電視台來臺採訪。2014年6月25日，破除網路流言系列影片之中，實驗布丁加泡麵口味如何的影片，登上美國媒體洛杉磯時報；另外，該系列也於2017年3月31日上傳愚人節影片(嘎奇麥唬爛#31：運動飲料可以充手機電！實驗成功！)，引來不少新聞報導，也有不少網友被騙。
2018年7月6日至2018年7月15日於台北華山舉辦《蔡阿嘎10週年夏日感謝祭》回饋粉絲。2019年1月舉辦《環島挑戰號》活動。
2019年6月28日，蔡阿嘎全新單元「酸民代言人」，蒐集網路酸民尖銳留言。
2019年10月，在Social Lab社群實驗室，調查「公益議題網路聲量：名人有效擴展公益討論熱度」中，於該調查中公益的聲量數排行於第一名。
2019年YouTube 公布台灣影片排行榜，於熱門創作者美食影片排行榜第1名、熱門跨界合作影片排行榜第6名及熱門影片排行榜第7名。

### 資深員工AB合約背叛事件
2024年6月6日，蔡阿嘎工作室發布聲明，宣布解聘資深員工林沛蓁（暱稱蘿拉），指其涉及不法行為，導致公司損失。隨後，相關指控內容陸續曝光，包括涉嫌私吞收入、擅自使用公司名義及工作場域內的爭議行為。蔡阿嘎與團隊透過多部影片進一步說明事件過程，並著手進行法律行動。
2024年11月，蔡阿嘎向法院聲請扣押蘿拉名下財產，過程中警方於蘿拉住所發現毒品，相關案件進一步進入司法程序。蘿拉於道歉聲明中提出對公司多項指控，引發社會關注，而蔡阿嘎則透過律師駁斥並強調將追究法律責任。事件的進展及雙方的公開聲明，持續引發外界對職場管理、法律糾紛及網紅產業的多方探討。

## 演出作品

### 電影
| 年份   | 片名              | 導演   | 飾演     | 備註         |
| 2012年 | 《BBS鄉民的正義》 | 林世勇 | 酸民     | 男配角       |
| 2014年 | 《鐵獅玉玲瓏》    | 澎恰恰 | 越南翻譯 | 客串特別演出 |
| 2014年 | 《大宅們》        | 朱延平 | 高高迪   | 主演         |
| 2015年 | 《鐵獅玉玲瓏2》   | 澎恰恰 | 陳金光   | 領銜主演     |

## 配音作品

### 動畫電影
- 2012年為迪士尼動畫電影《無敵破壞王》中的優格比爾、音速小子、肯、巧克力條保安等多個角色配音。
- 2014年為動畫電影《桃蛙源記》的「賈仙」角色配音。
- 2019年為索尼動畫電影《憤怒鳥玩電影2：冰的啦！》的主角銳德配音。

## 音樂作品

### 單曲
- 2015年 《腳趾都發燙》
- 2016年 《從今以後》
- 2017年 《在一起好不好》
- 2017年  《一路瘋癲》
- 2018年 《我們的十年》
- 2024年 《就一起》

## 出版作品

### 書籍
- 2013年5月28日，《蔡阿嘎揪你逗陣玩台灣》[55]，作者：蔡阿嘎，繪者：莊育標/ 插畫，出版社：今周刊，ISBN　9789868938410。
- 2015年2月11日，《蔡阿嘎瘋環島》， 作者：蔡阿嘎 ， 出版社：今周刊 ，ISBN 9789869137119。
- 2016年7月13日，《蔡阿嘎Fun閃玩台灣》，作者：蔡阿嘎 ，出版社：高寶書版 ，ISBN 9789863613053。
- 2017年12月20日，《TOKYO東京的20個理由》，作者：蔡阿嘎 ，出版社：大頭佛娛樂公司，ISBN 9789869575300。
- 2020年2月26日，《和蔡桃貴一起長大》， 作者：蔡阿嘎、二伯，出版社：大頭佛娛樂公司 ，ISBN 9789869575317。

## 主持作品

### 電視節目
- 2014年 主持《緯來體育台》棒球週報「棒球嘎一腳」單元。[56] [57]

## 電視廣告
- 2012年
  -  中華郵政-代收貨款(代言人)
- 2013年 
  - 特蒂斯礦泉水(代言人)
- 2014年 
  - 正光金絲膏(代言人)
  - 維他露iON水離子(代言人)
  - 燦坤網購快3到貨(代言人)
  - 交通部單車行車安全宣導(代言人)
  - 鮮茶道presotea年度形象廣告(代言人)
- 2016年 
  - 日本觀光廳東北旅遊 夏季宣傳大使 (代言人)
  - 日本觀光廳東北旅遊 冬季宣傳大使 (代言人)
- 2018年 
  - 斯斯感冒膠囊
- 2020年 
  - 益可膚精油防蚊乳液

## 展覽活動
| 日期                  | 展覽時間           | 名稱                                         | 地點                 | 其他單位                                   |
| --------------------- | ------------------ | -------------------------------------------- | -------------------- | ------------------------------------------ |
| 2018年7月6日(星期五)  | 早上11:00-晚上7:00 | 《蔡阿嘎10週年夏日感謝祭回饋鄉親周年限定展》 | 華山紅磚六合院-西2棟 | 可口可樂 金格食品 H&D東稻家居 囍室廣告設計 |
| 2018年7月15日(星期日) | 早上10:00-晚上8:00 | 《蔡阿嘎10週年夏日感謝祭回饋鄉親周年限定展》 | 華山紅磚六合院-西2棟 | 可口可樂 金格食品 H&D東稻家居 囍室廣告設計 |

## 公益活動
| 年份   | 名稱                                             | 單位                               |
| ------ | ------------------------------------------------ | ---------------------------------- |
| 2011年 | Brett布雷特棒球舊換新送愛心 (2011公益活動代言人) |                                    |
| 2011年 | 球愛送達棒球公益活動代言                         | 大魯閣運動連鎖集團                 |
| 2011年 | 安全性行為 保險套使用宣導                        | 行政院衛生署疾病管制局             |
| 2012年 | 反毒宣導-毒戰紀                                  | 行政院法務部                       |
| 2012年 | Brett布雷特棒球舊換新送愛心 (2012公益活動代言人) |                                    |
| 2012年 | 拒絕檳榔口腔癌                                   | 行政院衛生署                       |
| 2012年 | 網路成癮指數宣導                                 | 行政院衛生署                       |
| 2012年 | 水足跡節約用水宣導                               | 可口可樂台灣水銀行                 |
| 2012年 | 約會人身安全宣導                                 | 國民健康局                         |
| 2013年 | 青少年反毒宣導                                   | 台北市政府警察局大安分局           |
| 2013年 | 網路交友約會安全                                 | 台北市家暴中心                     |
| 2013年 | 味全節能減碳節愛地球                             |                                    |
| 2014年 | 喉癌預防宣導                                     | 嘉義基督教醫院                     |
| 2014年 | 開麥拉!基隆微旅行(徵選活動代言人)                | 基隆市政府交通旅遊處               |
| 2014年 | 弱勢新移民子女助學計畫(萊爾富發票箱)(公益代言人) | 賽珍珠基金會                       |
| 2014年 | 嘉義田園APP (代言人)                             | 嘉義縣政府                         |
| 2014年 | 臺中市好禮微電影(代言人)                         | 臺中市政府                         |
| 2014年 | 紫絲帶反暴力                                     | 新北市政府家庭暴力暨性侵害防治中心 |
| 2014年 | 詐騙預防宣導                                     | 新竹縣政府警察局                   |
| 2014年 | 愛滋病宣導                                       | 台灣愛之希望協會                   |
| 2014年 | 國民年金                                         | 衛生福利部勞動部勞工保險局         |
| 2015年 | 性別平等宣導                                     | 台灣性別平等教育協會               |
| 2015年 | 新北市初次尋職青年就業服務                       | 新北市政府勞工局                   |
| 2015年 | 環保標章宣導                                     | 行政院環境保護署                   |
| 2015年 | 機車行車安全宣導                                 | 臺北市政府交通局                   |
| 2016年 | 節能減碳愛地球                                   | 嘉義市政府環保局                   |
| 2016年 | 反毒教育宣導                                     | 中信反毒教育基金會                 |
| 2016年 | 環保標章宣導                                     | 行政院環境保護署                   |
| 2017年 | 婦癌防治宣導 (P&G 6分鐘護一生)                   |                                    |
| 2017年 | 節省水資源宣導                                   | 經濟部水利署                       |
| 2017年 | 發炎性腸道疾病宣導                               | 台灣發炎性腸道疾病學會             |
| 2017年 | 環保集點                                         | 行政院環境保護署                   |
| 2017年 | 反毒教育宣導                                     | 中信反毒教育基金會                 |
| 2017年 | 菸害防制                                         | 衛生福利部 國民健康署              |
| 2018年 | 社會福利的捐款真相                               | 聯合勸募                           |
| 2018年 | 助妳好孕                                         | 臺北市政府助妳好孕專案             |
| 2018年 | 產後心理健康                                     | 臺北市社區心理衛生中心             |
| 2018年 | 無聲無息的謎樣疾病：龐貝氏症                     | 台灣龐貝氏症協會                   |
| 2018年 | 健康玩手遊                                       | 電腦公會                           |
| 2019年 | 終止兒童受暴 End Violence Against Children       | 台灣世界展望會                     |
| 2019年 | 助養小腳ㄚ                                       | 卡多摩x勵馨基金會                  |
| 2019年 | HAPPY GO 15週年點點承諾                          |                                    |

## 得獎記錄
| 年份    | 獎項 | 結果          |
| ------- | --- | ------------- |
| 2010年  | YouTube年度非音樂類點閱排行榜 | 第7名         |
| 2011年  | Yahoo!無名年度十大部落客 | 第2名         |
| 2011年  | 數位時代評比百大Facebook粉絲團 | 第5名         |
| 2011年  | YouTube年度非音樂類點閱排行榜 | 第9名         |
| 2011年  | YouTube年度搞笑影片點閱排行榜 | 第8名、第10名 |
| 2012年  | 數位時代第一屆社群網路行銷獎(愛臺灣學臺語：串聯三大平台，輕鬆學台語) | 特優          |
| 2012年  | 數位時代評比百大Facebook粉絲團 | 第4名         |
| 2012年  | YouTube年度搞笑影片點閱排行榜 | 第2名         |
| 2012年  | YouTube年度搞笑影片點閱排行榜 | 第7名         |
| 2012年  | YouTube年度搞笑影片點閱排行榜 | 第9名         |
| 2012年  | YouTube年度臺灣十大點閱排行榜 | 第8名         |
| 2012年  | YouTube年度非音樂類點閱排行榜 | 第2名         |
| 2012年  | YouTube年度非音樂類點閱排行榜 | 第10名        |
| 2013年  | YouTube年度熱門搞笑影片點閱排行榜 | 第7名         |
| 2013年  | YouTube年度熱門搞笑影片點閱排行榜 | 第10名        |
| 2013年  | YouTube年度熱門時事話題影片點閱排行榜 | 第10名        |
| 2013年  | 金石堂網路書店旅遊類銷售排行榜-蔡阿嘎揪你逗陣玩台灣(限量簽名書衣版) | 第一名        |
| 2014年  | 最喜愛網路名人(創市際青少年網路調查) | 第1名         |
| 2014年  | 網路最紅名人Top10 | 第1名         |
| 2014年  | DailyView大學生了沒 明星畢業生最夯名人 | 第1名         |
| 2014年  | YouTube年度最紅創作者影片排行榜 | 第3名         |
| 2014年  | YouTube年度最紅創作者影片排行榜 | 第7名         |
| 2014年  | YouTube年度最紅創作者影片排行榜 | 第8名         |
| 2014年  | YouTube年度最紅創作者影片排行榜 | 第9名         |
| 2014年  | YouTube年度爆紅kuso搞笑影片點閱排行榜 | 第2名         |
| 2014年  | YouTube年度爆紅kuso搞笑影片點閱排行榜 | 第7名         |
| 2014年  | YouTube年度爆紅kuso搞笑影片點閱排行榜 | 第8名         |
| 2014年  | YouTube年度熱門非音樂影片點閱排行榜 | 第5名         |
| 2014年  | YouTube年度熱門時事話題影片點閱排行榜 | 第6名         |
| 2014年  | YouTube年度熱門時事話題影片點閱排行榜 | 第8名         |
| 2015年  | YouTube最紅創作者影片點閱排行榜 | 第3名         |
| 2015年  | YouTube最紅創作者影片點閱排行榜 | 第5名         |
| 2015年  | 金石堂網路書店旅遊類銷售排行榜-蔡阿嘎瘋環島：台灣100個必打卡之最 | 第一名        |
| 2016年  | YouTube熱門時事議題影片排行榜 | 第1名         |
| 2016年  | YouTube熱門創作者影片排行榜 | 第2名         |
| 2016年  | YouTube熱門影片排行榜 | 第5名         |
| 2016年  | DailyView 十大超人氣網路紅人 | 第10名        |
| 2016年  | 金石堂網路書店旅遊類銷售排行榜-蔡阿嘎Fun閃玩台灣：帶她一起去旅行，75個浪漫、驚喜又超值的祕密基地全梭哈！                                                                                      | 第一名        |
| 2017年  | YouTube 年度熱門影片排行榜 | 第6名         |
| 2017年  | YouTube 年度熱門創作者影片排行榜 | 第3名         |
| 2017年  | DailyView 超人氣YouTuber | 第3名         |
| 2018年  | YouTube 2018年度影片排行榜 「熱門創作者影片」排行榜 | 第3名         |
| 2018年  | YouTube 2018年度影片排行榜 「熱門跨界合作影片」排行榜 | 第3名         |
| 2018年  | YouTube 2018年度影片排行榜 「熱門影片排行榜」排行榜 | 第7名         |
| 2018年  | DailyView 網路溫度計 十大「奶爸YouTuber」散播歡樂散播愛 排行榜 | 第1名         |
| 2018年  | DailyView 網路溫度計 會搞笑、懂拍片！十大學霸YouTuber超有才 排行榜 | 第1名         |
| 2018年  | OpView 網紅影響力 Facebook 排行榜 | 第10名        |
| 2019年  | YouTube 2019年度影片排行榜「熱門創作者美食影片」排行榜 | 第1名         |
| 2019年  | YouTube 2019年度影片排行榜「熱門跨界合作影片」排行榜 | 第6名         |
| 2019年  | YouTube 2019年度影片排行榜「熱門影片排行榜」排行榜 | 第7名         |
| 2019年  | DailyView 網路溫度計 2019「全台灣網路聲量前十大YouTuber 」排行榜 | 第1名         |
| 2019年  | 數位時代 2019「台灣100大影響力網紅」 排行榜 | 第1名         |
| 2019年  | 1111人力銀行 「上班族最愛網紅」排行榜 | 第1名         |
| 2019年  | 天下雜誌「消費者心占率YouTuber」排行榜 | 第1名         |
| 2019年  | DailyView 網路溫度計「全台最紅30大 YouTuber」排行榜 | 第2名         |
| 2020年  | 教育部 109年本土語言傑出貢獻獎 |               |
| 2020年  | DailyView網路溫度計調查「網友心目中的幹話系YouTuber Top15」排行榜 | 第七名        |
| 2020年  | 數位時代 2020「台灣100大影響力網紅」 排行榜 | 第1名         |
| 2020年  | YouTube 2020年度影片排行榜「熱門影片」排行榜 | 第2名         |
| 2020年  | YouTube 2020年度影片排行榜「熱門創作者」排行榜 | 第3名         |
| 2020年  | YouTube 2020年度影片排行榜「快速竄升創作者」排行榜 | 第2名         |
| 2020年  | OpView社群口碑資料庫 2020年第三類媒體年度排行「綜合類型網紅」排行榜 | 第1名         |
| 2020年  | 上班不要看第2屆走鐘獎最佳烙賽獎-（【網路購物大破解#3】：防刮神器？車子刮傷塗完就恢復！聽你在放屁！）                                                                                          | 提名          |
| 2020年  | 上班不要看第2屆走鐘獎最佳女主角獎-（台灣好媳婦代表：蔡媽媽，人正又賢慧！） | 提名          |
| 2020年  | 上班不要看第2屆走鐘獎最佳男主角獎-（如果台灣YouTuber都是韓粉！） | 提名          |
| 2021年  | YouTube 2021年度影片排行榜「熱門影片」排行榜 | 第9名         |
| 2021年  | Line創作客排行榜 | 第1名         |
| 2021年  | 數位時代 2021「台灣100大影響力網紅」 排行榜 | 第1名         |
| 2021年  | 上班不要看第3屆走鐘獎最佳open獎-（【超猛開箱】蔡阿嘎七龍珠超強收藏！美津濃mizuno聯名棒球手套！dragonball）                                                                                    | 獲獎          |
| 2021年  | 上班不要看第3屆走鐘獎最佳 feat.別人獎-（【桃貴安親班#6：格鬥課】蔡桃貴X館長，最反差萌組合！打敗館長幫爸爸報仇了？）                                                                           | 提名          |
| 2021年  | 上班不要看第3屆走鐘獎最佳動作獎-（【挑戰國小#1：田徑隊】蔡阿嘎工作室不自量力！和田徑校隊賽跑！大叔阿姨們被慘電了！）                                                                          | 提名          |
| 2021年  | 上班不要看第3屆走鐘獎最佳男主角-（如果YouTuber參戰2020總統大選！(蔡阿嘎 feat. 老嵩.大蛇九.乾乾.愛莉莎紗.蕾拉.連干毅.視綱膜.小王.白痴公主.安揪.古阿莫.啾揪鞋.劉伂.RuyuuTV.上班不要鬧.謝和絃)） | 提名          |
| 2021年  | 上班不要看第3屆走鐘獎最佳烙賽獎-（【挑戰世界第一辣】401倍鬼椒辣咖哩！蔡阿嘎成功獲獎，征服日本！）                                                                                             | 提名          |
| 2022年  | 網路溫度計DailyView 「2022年20大YouTuber」排行榜 | 第1名         |
| 2024 年 | SoundOn聲浪《2023聲音經濟報告》Podcast 2023年喜劇音樂類 | 第1名         |
| 2024 年 | 網路溫度計DailyView【擋不住的聲量浪潮-網路10年更迭】台灣10大百萬YouTuber | 第1名         |
| 2024 年 | 台灣Apple Podcast 熱門單集 《蔡阿嘎543》「關我屁事ep.13 feat.耶嫩回鍋！不忍全講了：三年情離職真正原因！」                                                                                     | 第3名         |
| 2024 年 | 台灣Apple Podcast 熱門節目 | 第8名         |
| 2024 年 | YouTube年度熱門影片排行榜 | 第7名         |

## 外部連結
- 蔡阿嘎的Facebook專頁
- 蔡阿嘎的Instagram帳戶
- YouTube上的蔡阿嘎頻道
- YouTube上的蔡阿嘎Life頻道
- YouTube上的蔡阿嘎俱樂部頻道
- YouTube上的蔡桃貴頻道
- YouTube上的嘎嫂二伯&蔡波能's Daily頻道
- YouTube上的蔡阿嘎543頻道
- 蔡阿嘎在互联网电影资料库（IMDb）上的資料（英文）
- 蔡阿嘎在香港影庫上的簡介
- 蔡阿嘎在台灣電影網上的資料（繁體中文）
- 華文影史庫 蔡阿嘎 簡介 （页面存档备份，存于）